# Lilltjärnen (Övre Ulleruds socken, Värmland)
Lilltjärnen är en sjö i Forshaga kommun i Värmland och ingår i Göta älvs huvudavrinningsområde.